# DotGNU
DotGNU (výslovnost [ˌdot ˈgnuː]; jméno inspirované konkurenční technologií Microsoftu .NET) je zastřešující název pro soubor softwarových technologií, který vznikl jako reakce GNU na rámec .NET.
Snahou Projektu DotGNU je vytvořit svobodnou unixovou, platformově nezávislou alternativu k proprietárním technologiím Microsoftu .NET a Mono. Protože snahy Projektu DotGNU jsou různorodé, dělí se projekt v současnosti na tři části.

## DotGNU Portable.NET
DotGNU Portable.NET má být v podstatě kopie .NET určená pro unixové platformy; obsahuje základní knihovny prostředí .NET Framework (základní knihovny tříd, knihovny XML a knihovnu Systems.Windows.Forms) a umožňuje kompilovat a spouštět aplikace napsané v programovacích jazycích C a C#. Podporuje velké množství hardwarových platforem (např. procesory řady x86 a PowerPC) a operačních systémů (včetně Linuxu, macOS a MS Windows).

## phpGroupWare
phpGroupWare je technologie napsaná v PHP (tedy nezávislá na DotGNU), určená pro psaní webových služeb pro spolupráci více uživatelů (tzv. groupware [ˈgruːpˌweə(r)]). Tato technologie obsahuje velké množství komponent, které jsou dostupné přes XML, takže je možné je jednoduše integrovat do vyvíjených webových aplikací pro DotGNU.
V současné době phpGroupWare podporuje práci s kalendáři, adresáři, správou projektů, poznámkami, e-maily, distribucí novinek a titulků zpráv, správou souborů a mnoho dalšími službami. Celkem poskytuje phpGroupWare okolo 50 různých webových aplikací pro groupware.

## DGEE
DGEE (zkratka z anglického DotGNU Execution Environment, tedy Běhové prostředí DotGNU) je jádro celého DotGNU – slouží jako základna pro přijímání, ověřování a splňování požadavků webových služeb. Veškerá komunikace uvnitř DGEE probíhá pomocí XML, stejně tak jako komunikace s klienty; s nimi umí DGEE komunikovat i prostřednictvím HTML (a klientem tedy může být libovolný webový prohlížeč).
DGEE je implementováno jako aplikace Goldwater [ˈgəuldˌwoːtə(r)], což zaručuje jeho vysokou stabilitu, snadnou škálovatelnost výkonu a jednoduchou správu a údržbu. Každou aplikaci DotGNU je možné rozdělit na mnoho oddělených, spolu komunikujících procesů, což je výhodně pro běh na serverech s více procesory nebo procesory s více jádry. Systém Goldwater dokonce umožňuje běh jedné aplikace na více fyzických serverech. Samotná aplikace rozdělení nepozná, protože o komunikaci těchto procesů se stará Goldwater.